# Habitatge al carrer Sant Francesc, 21 (Vic)
L'Habitatge al carrer Sant Francesc, 21 és una obra de Vic (Osona) inclosa a l'Inventari del Patrimoni Arquitectònic de Catalunya.

## Descripció
Edifici civil.
Casa entre mitgeres que consta de planta baixa i dos pisos amb el carener paral·lel a la façana. L'estructura dels pisos és simètrica però la mida disminueix amb l'alçada. A la planta s'obre un portal i una finestra rectangular apaïsada. Als pisos s'obren dues finestres rectangulars a cada nivell. Cal remarcar els brancals de les finestres, que fan esqueixada, i estan emmarcades amb totxo vermell i l'ampit i la llinda decorats amb ceràmica vidriada de dos colors formant un escacat blanc i blau. Al ràfec cal remarcar la disposició dels totxos, els colls de biga de fusta i la mateixa decoració amb rajola.
L'estat de conservació és bo, actualment s'està restaurant.

## Història
L'edifici segurament és anterior al segle xviii, però a jutjar per les característiques, es degué reformar a principis del segle xx.
Es troba a l'antic carrer de Sant Francesc, que comunicava la ciutat amb el camí de Barcelona fins que al segle xiii Jaume I va manar canviar l'itinerari pel c/ Sant Pere.
L'extrem del carrer fou clausura del morbo al segle xvi i al XVII fou baluard defensiu. Al segle xix es construí l'església del Roser. L'any 1863 hi hagué un gran aiguat a la ciutat que devastà molts edificis d'aquest carrer.
A mitjans del segle xx, amb la construcció d'un nou pont damunt el Meder, aquesta zona prengué un nou impuls i començà a créixer.